# Antiblemma inferior
Antiblemma inferior là một loài bướm đêm trong họ Erebidae.